# Torre di Pinto
La torre di Pinto, castello di Pinto o torre di Éboli è una costruzione medievale situata a Pinto, nella comunità di Madrid (Spagna). Ha un grande valore storico, perché in questo edificio vennero confinati la principessa di Eboli, Antonio Pérez, segretario del re Filippo II, e nel 1808, per un breve periodo, Manuel Godoy preferito di Carlo IV.
Ha subito diverse ristrutturazioni, nel corso della sua storia, tra cui quelle nei secoli XVII e XX. Oggi è in buone condizioni, di proprietà privata e utilizzata come alloggio.

## Storia

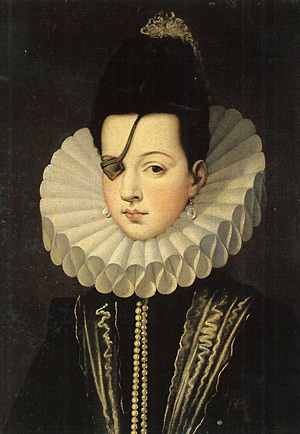
Ana de Mendoza, principessa di Éboli, fu reclusa nella torre nel 1579.

La torre potrebbe essere stata costruita intorno alla metà del XIV secolo, ad opera di Íñigo López de Orozco, che ottenne in quel tempo il dominio su Pinto da Pietro il Crudele. I primi riferimenti scritti datano dal 1382 e descrivono la visita del re Giovanni I di Castiglia all'edificio, di proprietà al momento di Giovanna d'Orozco.
Questa visita del monarca fa supporre che la torre facesse parte di un complesso molto più grande di quello attuale, ridotto alla sola torre, tale da poter ospitare l'entourage reale.
La torre venne utilizzata, nei secoli XVI e XVII, come prigione di nobili illustri. Qui venne tenuta, per sei mesi, Ana de Mendoza e del Setola, principessa di Eboli, dopo essere stata arrestata, il 28 luglio del 1579, da parte delle truppe di Filippo II. La sua cattiva salute e le cattive condizioni di manutenzione dell'edificio, motivarono il suo trasferimento, prima, al castello di Santorcaz (Madrid) e successivamente al suo palazzo di Pastrana ( Guadalajara), dove morì nel 1592.
Nel 1589, vi fu incarcerato Antonio Pérez, segretario di Filippo II. Fu imprigionato per due mesi, accusato di violazione di segreti di Stato e sullo sfondo del processo di pianificazione dell'omicidio di Juan de Escobedo, il segretario di Don Giovanni d'Austria, fratello del re.
Durante il regno di Filippo IV, nel XVII secolo, fu confinato nella torre Francesco Maria Carafa, duca di Nocera Inferiore, che vi morì nel 1642.

## Caratteristiche
La torre di Pinto è a pianta quadrata, con angoli arrotondati. Tale struttura probabilmente servì come modello per la torre di Arroyomolinos - anch'essa a Madrid - che ha caratteristiche architettoniche molto simili, costruita in seguito, fra i secoli XIV e XV.
La torre è stata edificata in pietra bianca e misura 16,5 metri in altezza e 10 metri di lato. Sul lato meridionale, si trovano due scudi, molto deteriorati.
L'accesso è sul lato nord e si trova all'altezza del primo piano. Una scala in pietra scolpita conduce ad una sala multifunzionale, dominata da un camino. Data la forma dell'ingresso, potrebbe aver avuto un ponte levatoio.
Il primo piano, il secondo e la cantina appaiono chiusi da volte a botte. Essi comunicano tra loro tramite una scala a chiocciola.